# Pappers
Pour les articles homonymes, voir Paper.
Pappers est un site web d'information légale, juridique et financière sur les entreprises françaises.

## Présentation
Le site agrège des informations issues des données ouvertes de l'Institut national de la propriété industrielle (INPI), de l'Institut national de la statistique et des études économiques (INSEE) et du Bulletin officiel des annonces civiles et commerciales (BODACC),.

## Histoire

### Contexte
La loi pour la croissance, l'activité et l'égalité des chances économiques de janvier 2015, qui vise à lutter contre le monopole des professions réglementées en France, rend accessible publiquement les données du registre national du commerce et des sociétés (RNCS) mettant un terme au monopole du groupement d'intérêt économique Infogreffe, détenu par les tribunaux de commerce français.
Infogreffe conserve néanmoins l'exclusivité sur le Kbis.

### Fondation
Pappers est fondé en juillet 2020 par Antoine Fruchard, Pierre Fruchard et Romain Banchetti,. L'entreprise émerge à la suite de l'ouverture progressive du registre du commerce et des sociétés (RCS),.
En 2021, l'entreprise permet un accès aux informations légales tel que les statuts juridiques, les procès-verbaux des assemblées générales, les états de la situation financière et autres documents juridiques sur les dirigeants pour 3,6 millions d’entreprises françaises.
En 2022, l'entreprise lance Pappers Justice, un accès à la jurisprudence, aux décisions civiles, commerciales et pénales des cours et tribunaux de France disponible en données ouvertes, suite de l'entrée en vigueur de loi pour une République numérique du 7 octobre 2016,.
En 2023, l'entreprise dévoile Pappers Politique, un accès à l'information institutionnelle française et européenne (textes de loi, amendements, questions au gouvernement…).
En 2024, une nouvelle plateforme est publiée : Pappers Immobilier. Elle agrège les principales sources de données du secteur disponibles en données ouvertes (transactions immobilières, propriétaires et copropriétés, personnes morales, ventes de fonds de commerce, permis de construire, diagnostic de performance énergétique…) et les consolide,. La consultation des sites est gratuite, certaines fonctionnalités avancées (API) nécessitent un accès payant.
La même année, l'entreprise devient une plateforme legalTech avec Pappers Services, une solution de création d'entreprise, de registres dématérialisés ou encore de dépôt d'annonces légales en ligne.
En 2025, Pappers lance Pappers International, une base de données ouverte dédiée aux entreprises européennes. Cette plateforme vise à faciliter l’accès et centralise des informations légales, juridiques et financières sur les sociétés implantées dans plusieurs pays européens. Au moment de son lancement, Pappers International couvre les entreprises en France, Belgique, Royaume-Uni, Suisse, Pays-Bas, Allemagne et Espagne.

### Résultats
Pappers est rentable depuis sa création et enregistre un résultat de 492 823 € en 2024. On peut retrouver plusieurs autres indicateurs financiers sur la société sur sa propre plateforme, mais son chiffre d'affaires reste confidentiel.